# قبیله منسی
قبیله منسی (انگلیسی: Tribe of Manasseh) یا قبیله مناشه یکی از بنی‌اسرائیل بود. یکی از ده قوم گمشده است. منسی به همراه قبیله افرایم خانه یوسف را نیز تشکیل می‌داد.

## تواریخ کتاب مقدس
طبق تواریخ کتاب مقدس، قبیله منسی بخشی از یک کنفدراسیون سست قبایل اسرائیلی از پس از فتح سرزمین توسط یوشع بن نون تا تشکیل اولین پادشاهی اسرائیل (پادشاهی متحد) بود. در ج. ۱۰۵۰ قبل از میلاد هیچ حکومت مرکزی وجود نداشت، و در مواقع بحران، مردم توسط رهبران موقتی که به عنوان داوران کتاب مقدس عبری شناخته می‌شدند، رهبری می‌شدند.